# Acmopyle pancheri
Acmopyle pancheri là một loài thực vật hạt trần trong họ Thông tre. Loài này được (Brongn. & Gris) Pilg. miêu tả khoa học đầu tiên năm 1903, nó là cây có độ cao từ 5–25 m và chỉ có ở New Caledonia.